# Reute (Pfullendorf)
Reute ist ein Wohnplatz von Aach-Linz, einer von sieben Ortschaften der Stadt Pfullendorf im Landkreis Sigmaringen in Baden-Württemberg.

## Geographie

### Geographische Lage
Der Weiler Reute liegt auf der Gemarkung Aach-Linz südlich von dieser, begrenzt durch die Kreisstraße 8234 von Aach-Linz nach Sohl, Gemeinde Herdwangen-Schönach, im Nordosten und der Linzer Aach im Südwesten.

## Geschichte
Reute wurde erstmals 1217 als Ruoti urkundlich erwähnt (Kopie 13. Jahrhundert). Reute war Besitz des Spitals zu Überlingen (Amt Sohl). Unter salemischer Herrschaft bestand das Dorf Reute als ein großes Hofgut samt Kapelle im Besitz des Klosters. Es ging nach der Säkularisation in den Besitz des Schlosses Salem über. Später war Reute Weiler zur Gemeinde Großschönach im badischen Seekreis, Amt Pfullendorf. Mit Wirkung zum 1. April 1924 wurden die Landgemeinden Aach und Linz und die Gemarkungen Reute (Gemeinde Großschönach) und Sahlenbach (Gemeinde Herdwangen) zu einer einfachen Gemeinde mit dem Namen Aach-Linz im Amtsbezirk Pfullendorf vereinigt.

### Religion
Reute ist katholische Filial zur Pfarrei Aach-Linz, bis 1820 zur Pfarrei Pfullendorf.

### Einwohner
Reute zählt 16 Einwohner (Stand: Mai 2015).

## Kultur und Sehenswürdigkeiten

### Bauwerke
- Die denkmalgeschützte Kapelle St. Rochus und Sebastian an der Ortsdurchfahrt von Reute ist ein 1615 erbauter, verputzter, kleiner Massivbau mit älterem dreiflügeligen Altar. Die Kapelle dient der Verehrung der Schmerzensmutter sowie der beiden Heiligen Sebastian und Rochus. Sie stand schon im Dorf als Reute noch ein großes Hofgut im Besitz des Klosters Salem war und ging nach der Säkularisation in den Besitz des Schlosses Salem über. Im Jahr 1926 erwarb Caspar Utz den Gutshof samt Kapelle, auf dem damals Dachziegel gebrannt wurden. Die Kapelle befindet sich seitdem im Privatbesitz der Familie Utz, die es als ihrer Pflicht ansieht diese zu erhalten und zu pflegen. In den letzten 100 Jahren wurde die Kapelle mehrfach renoviert. Zuletzt mussten die weißen Innenwände der Kapelle, der Altarsockel und die Fensterleibungen der Rundbogenfenster dringend erneuert werden: Unter Beachtung denkmalrechtlicher Vorgaben wurden im Jahr 2014 Sockel und Wände sowie der Altarfuß frisch verputzt. Für den neuen Anstrich in Spachteltechnik in den Farben Weiß und Rot wurde die Malerei des Altars aufgreift. Die drei Fensterleibungen wurden mit handwerklich gezogenen Stuckleisten umrahmt und vergoldet sowie mit gegossene Engelsköpfe im Barockstil verschönert.[3][4][5][6]

## Wirtschaft und Infrastruktur

### Verkehr
In Reute gibt es ein verkehrstechnisches Kuriosum: Der Weiler wurde verkehrsrechtlich nie offiziell erschlossen beziehungsweise hat nie eine öffentliche Widmung erfahren, somit befindet sich die durch den Ort führende Straße im Privateigentum. De facto hält jeder angrenzende Grundstückseigentümer einen Anteil an der Ortsdurchfahrt.